# Torger Motland
Torger Motland (Hommersåk, 26 marzo 1985) è un calciatore norvegese, attaccante del Riska.

## Carriera

### Club
Motland ha giocato nelle giovanili del Riska, del Sandnes Ulf e del Viking, per trasferirsi poi al Bryne – squadra militante in 1. divisjon – in prestito. Ha debuttato con questa maglia il 4 settembre 2005, sostituendo Espen Hægeland nella sconfitta casalinga per 0-1 contro l'Hødd. Il 30 aprile 2006 ha segnato la prima rete in campionato, nella vittoria sul campo del Follo col punteggio di 2-5.
Nel corso dello stesso anno è tornato al Viking e ha potuto esordire nell'Eliteserien: il 13 agosto 2006, infatti, ha sostituito Peter Ijeh nella sconfitta per 3-1 in casa dello Start.
Nel 2007 è passato a titolo definitivo al Mandalskameratene, in 1. divisjon. Ha giocato il primo incontro per la nuova squadra il 9 aprile, nella vittoria per 2-0 sul Kongsvinger. Ha segnato la prima rete il 29 luglio, nella partita di ritorno contro il Kongsvinger (persa 3-2). L'anno successivo è passato allo Stavanger, in 2. divisjon, ed ha contribuito all'immediata promozione.
Nel 2009 ha firmato per gli islandesi dello FH Hafnarfjörður, per cui ha giocato anche nei turni preliminari della Champions League 2010-2011.
Il 26 gennaio 2011 è stato annunciato il suo passaggio al Randaberg. Ha esordito in squadra il 3 aprile, nella sconfitta casalinga per 1-2 contro lo Strømmen. Ha segnato la prima rete in campionato il 16 maggio, nella sconfitta per 4-1 contro il Kongsvinger.
Per il 2012 è passato all'Ålgård, in 2. divisjon. Ha debuttato con questa maglia il 16 aprile dello stesso anno, nella sconfitta casalinga per 0-3 contro il Brann 2. Nel 2015 ha fatto ritorno al Riska.

## Statistiche

### Presenze e reti nei club
Statistiche aggiornate al 28 marzo 2017.
| Stagione         | Club              | Campionato       | Campionato | Campionato | Coppe nazionali | Coppe nazionali | Coppe nazionali | Coppe continentali | Coppe continentali | Coppe continentali | Supercoppe | Supercoppe | Supercoppe | Totale | Totale |
| Stagione         | Club              | Comp             | Pres       | Reti       | Comp            | Pres            | Reti            | Comp               | Pres               | Reti               | Comp       | Pres       | Reti       | Pres   | Reti   |
| ---------------- | ----------------- | ---------------- | ---------- | ---------- | --------------- | --------------- | --------------- | ------------------ | ------------------ | ------------------ | ---------- | ---------- | ---------- | ------ | ------ |
| ago.-dic. 2005   | Bryne             | 1D               | 4          | 0          | CN              | -               | -               | -                  | -                  | -                  | -          | -          | -          | 4      | 0      |
| gen.-lug. 2006   | Bryne             | 1D               | 13         | 1          | CN              | ?               | ?               | -                  | -                  | -                  | -          | -          | -          | 13+    | 1+     |
| Totale Bryne     | Totale Bryne      | Totale Bryne     | 17         | 1          |                 | ?               | ?               |                    | -                  | -                  |            | -          | -          | 17+    | 1+     |
| lug.-dic. 2006   | Viking            | ES               | 2          | 0          | CN              | 0               | 0               | -                  | -                  | -                  | -          | -          | -          | 2      | 0      |
| 2007             | Mandalskameratene | 1D               | 13         | 1          | CN              | ?               | ?               | -                  | -                  | -                  | -          | -          | -          | 13+    | 1+     |
| 2008             | Stavanger         | 2D               | ?          | ?          | CN              | ?               | ?               | -                  | -                  | -                  | -          | -          | -          | ?      | ?      |
| 2009             | Stavanger         | 1D               | 19         | 4          | CN              | 1+              | 0+              | -                  | -                  | -                  | -          | -          | -          | 20+    | 4+     |
| Totale Stavanger | Totale Stavanger  | Totale Stavanger | 19+        | 4+         |                 | 1+              | 0+              |                    | -                  | -                  |            | -          | -          | 20+    | 4+     |
| 2010             | FH Hafnarfjörður  | UD               | 13         | 3          | CI+CdL          | ?               | ?               | UCL                | 2                  | 0                  | SI         | 1          | 0          | 16+    | 3+     |
| 2011             | Randaberg         | 1D               | 29         | 9          | CN              | 3               | 1               | -                  | -                  | -                  | -          | -          | -          | 32     | 10     |
| 2012             | Ålgård            | 2D               | 26         | 4          | CN              | 1               | 0               | -                  | -                  | -                  | -          | -          | -          | 27     | 4      |
| 2013             | Ålgård            | 2D               | 24         | 3          | CN              | 1               | 0               | -                  | -                  | -                  | -          | -          | -          | 25     | 3      |
| 2014             | Ålgård            | 2D               | 24         | 5          | CN              | 1               | 0               | -                  | -                  | -                  | -          | -          | -          | 25     | 5      |
| Totale Ålgård    | Totale Ålgård     | Totale Ålgård    | 74         | 12         |                 | 3               | 0               |                    | -                  | -                  |            | -          | -          | 77     | 12     |
| 2015             | Riska             | 3D               | 10         | 1          | CN              | 1               | 0               | -                  | -                  | -                  | -          | -          | -          | 11     | 1      |
| 2016             | Riska             | 3D               | 1          | 0          | CN              | 2               | 0               | -                  | -                  | -                  | -          | -          | -          | 3      | 0      |
| 2017             | Riska             | 4D               | 0          | 0          | CN              | 1               | 0               | -                  | -                  | -                  | -          | -          | -          | 1      | 0      |
| Totale Riska     | Totale Riska      | Totale Riska     | 11         | 1          |                 | 4               | 0               |                    | -                  | -                  |            | -          | -          | 15     | 1      |
| Totale           | Totale            | Totale           | 178+       | 31+        |                 | 11+             | 1+              |                    | 2                  | 0                  |            | 1          | 0          | 192+   | 32+    |

## Palmarès
- Norgesmesterskapet G19: 1

Viking: 2003